# 구르드와라

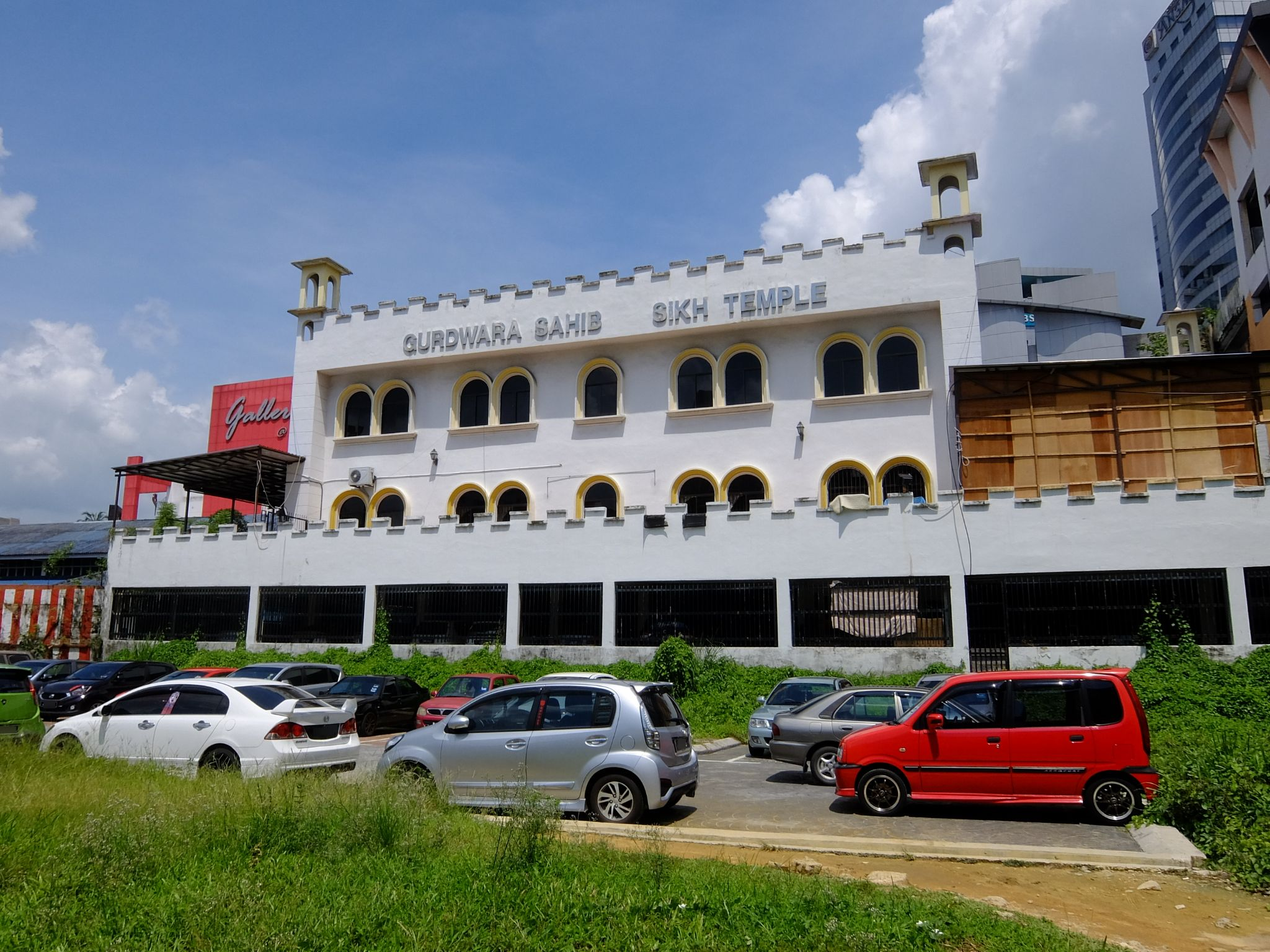
구르두아라

구르두아라(펀자브어: ਗੁਰਦੁਆਰਾ 구르두아라 →구루로 가는 문)는 시크교 공동체가 모여 예배를 하는 장소이다.